# Ann Haessebrouck
Ann Haessebrouck, belgijska veslačica, * 18. oktober 1963, Brugge.
Haessebrouckova je za Belgijo nastopila na Poletnih olimpijskih igreh 1984 v Los Angelesu in tam v enojcu osvojila bronasto medaljo.